# Ruta Czaplińska
Ruta Janina Czaplińska, pseud. „Ewa” (ur. 10 września 1918 w Janowicach k. Kazimierza Dolnego, zm. 22 lutego 2008 we Wrocławiu) – szef Wydziału Łączności Narodowego Zjednoczenia Wojskowego, więźniarka okresu stalinowskiego.

## Życiorys
Pochodziła z rodziny ziemiańskiej. Była córką Tadeusza i Józefy (z domu Marcinowska) Czaplińskich. W 1937 r. zdała maturę w Toruniu. Następnie rozpoczęła studia na Wydziale Fizyki Uniwersytetu Warszawskiego. Jednocześnie ukończyła kurs radiotechniki i radiotelegrafii, a także już w okresie okupacji kurs hodowli drobiu. Od stycznia 1942 r. należała do Armii Krajowej. W latach 1944–1945 prowadziła majątek rodzinny w Janowicach, później utracony w wyniku reformy rolnej. W marcu 1945 r. przeniosła się do Łodzi, gdzie rozpoczęła studia w tamtejszym oddziale Szkoły Głównej Handlowej. Jednocześnie włączyła się do niepodległościowej działalności antykomunistycznej. Została członkiem Komendy Głównej Narodowego Zjednoczenia Wojskowego, w której pełniła funkcję szefa Wydziału Łączności. W 1945 r. otrzymała stopień podporucznika czasów wojny. 5 kwietnia 1946 r. w Łodzi aresztowało ją UB. Oskarżona została o to „że pełniąc funkcję szefa łączności Konspiracyjnej Komendy Głównej „działała w zamiarze usunięcia przemocą Krajowej Rady Narodowej, zagarnięcia jej władzy i zmiany ustroju Państwa Polskiego, brała udział w nielegalnych związkach „Narodowe Zjednoczenie Wojskowe” a następnie „Narodowy Związek Zbrojny””. Po 19-miesięcznym śledztwie 3 listopada 1947 r. została skazana przez Wojskowy Sąd Rejonowy w Warszawie na karę 10 lat pozbawienia wolności. Była więziona kolejno w siedzibie Ministerstwa Bezpieczeństwa Publicznego, w więzieniu na Mokotowie, w Fordonie, Inowrocławiu i ponownie w Fordonie. Zwolniono ją 5 kwietnia 1956 r.

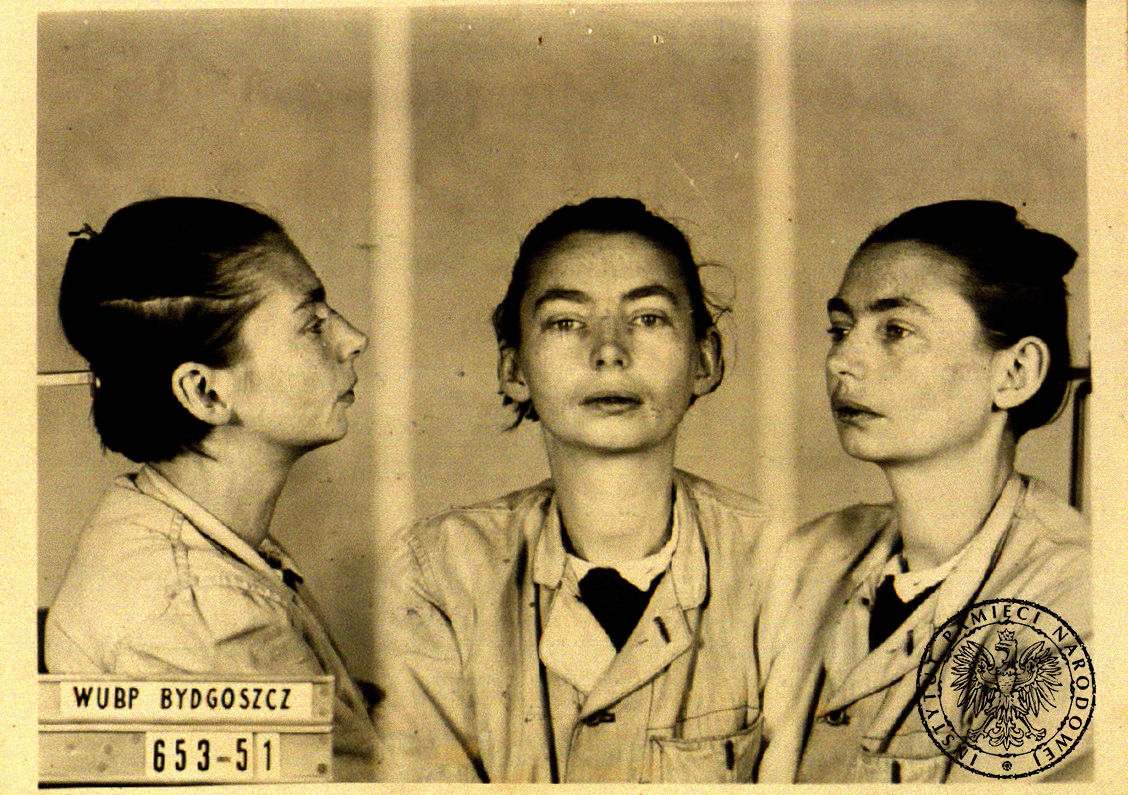
Zdjęcie sygnalityczne Ruty Czaplińskiej wykonane w trakcie pobytu w więzieniu w Bydgoszczy

Po odbyciu kary podjęła studia na Wydziale Biologii Uniwersytetu Łódzkiego, które ukończyła na Uniwersytecie Wrocławskim. Następnie pracowała w administracji Instytutu Matematycznego PAN oraz jako starszy redaktor i tłumacz w wydawnictwie Politechniki Wrocławskiej. Była wieloletnią współpracowniczką matematyka prof. Hugona Steinhausa. W latach 1981–1985 zaangażowała się w działalność Arcybiskupiego Komitetu Charytatywnego we Wrocławiu.
Należała do środowiska „Fordonianek”, czyli byłych więźniarek więzienia w Fordonie wchodzącego w skład Związku Więźniów Politycznych Okresu Stalinowskiego. Była również członkinią Związku Młodocianych Więźniów Politycznych „Jaworzniacy”, Klubu Inteligencji Katolickiej, Towarzystwa Ziemiańskiego i Związku Inwalidów Wojennych. Zeznawała w procesie Adama Humera w 1994 roku
Była siostrą m.in. prof. Kazimierza Czaplińskiego. Jej dziadek (Józef Marcinowski) był ojcem chrzestnym marszałka Józefa Piłsudskiego.

## Odznaczenia
Po 1989 r. została odznaczona m.in. londyńskim Krzyżem Armii Krajowej, dwukrotnie Medalem Wojska Polskiego, Krzyżem Narodowego Czynu Zbrojnego. Została także awansowana do stopnia podporucznika.
W listopadzie 2007 r., za wybitne zasługi dla niepodległości Rzeczypospolitej Polskiej oraz działalność kombatancką i społeczną, została odznaczona Krzyżem Oficerskim Orderu Odrodzenia Polski.

## Publikacje
Publikowała m.in. na łamach pism „Nike”, „Więź”, „Niepodległość i Pamięć” i „W Drodze”.
Jej teksty pojawiły również się w książkach Przeciwko złu. Wiersze i piosenki więzienne 1944-1956 (oprac. Barbara Otwinowska, Warszawa 1995) oraz Zawołać po imieniu. Księga kobiet – więźniów politycznych 1944-1958 (oprac. Teresa Drzal i Barbara Otwinowska, Nadarzyn 1999).
W 2005 r. zostały wydane przez Instytut Pamięci Narodowej jej wspomnienia pt. Z archiwum pamięci... 3653 więzienne dni.

## Literatura dodatkowa
- Maria z Czaplińskich Knabe: Wspomnienia. Janowiec: Towarzystwo Przyjaciół Janowca, 2015. ISBN 978-83-941531-0-6. Brak numerów stron w książce
- Praca zbiorowa: Pani na Sycynie. Część III. Z Dziejów Rodziny. Kazimierz Czapliński (przygotował do druku). Wrocław – Janowiec nad Wisłą: Towarzystwo Przyjaciół Janowca nad Wisłą, 2005. ISBN 83-913627-8-7. Brak numerów stron w książce